# Весли Чапел (Северна Каролина)
Весли Чапел (енгл. Wesley Chapel) град је у америчкој савезној држави Северна Каролина.

## Демографија
По попису из 2010. године број становника је 7.463, што је 4.914 (192,8%) становника више него 2000. године.
| Група             | 2000.         | 2010.         |
| Белци             | 2.443 (95,8%) | 6.542 (87,7%) |
| Афроамериканци    | 36 (1,4%)     | 340 (4,6%)    |
| Азијати           | 8 (0,3%)      | 112 (1,5%)    |
| Хиспаноамериканци | 48 (1,9%)     | 374 (5,0%)    |
| Укупно            | 2.549         | 7.463         |